# Jalognes
Jalognes är en kommun i departementet Cher i regionen Centre-Val de Loire i de centrala delarna av Frankrike. Kommunen ligger  i kantonen Sancerre som tillhör arrondissementet Bourges. År 2022 hade Jalognes 269 invånare.

## Befolkningsutveckling
Antalet invånare i kommunen Jalognes
Referens:INSEE